# Ettikon

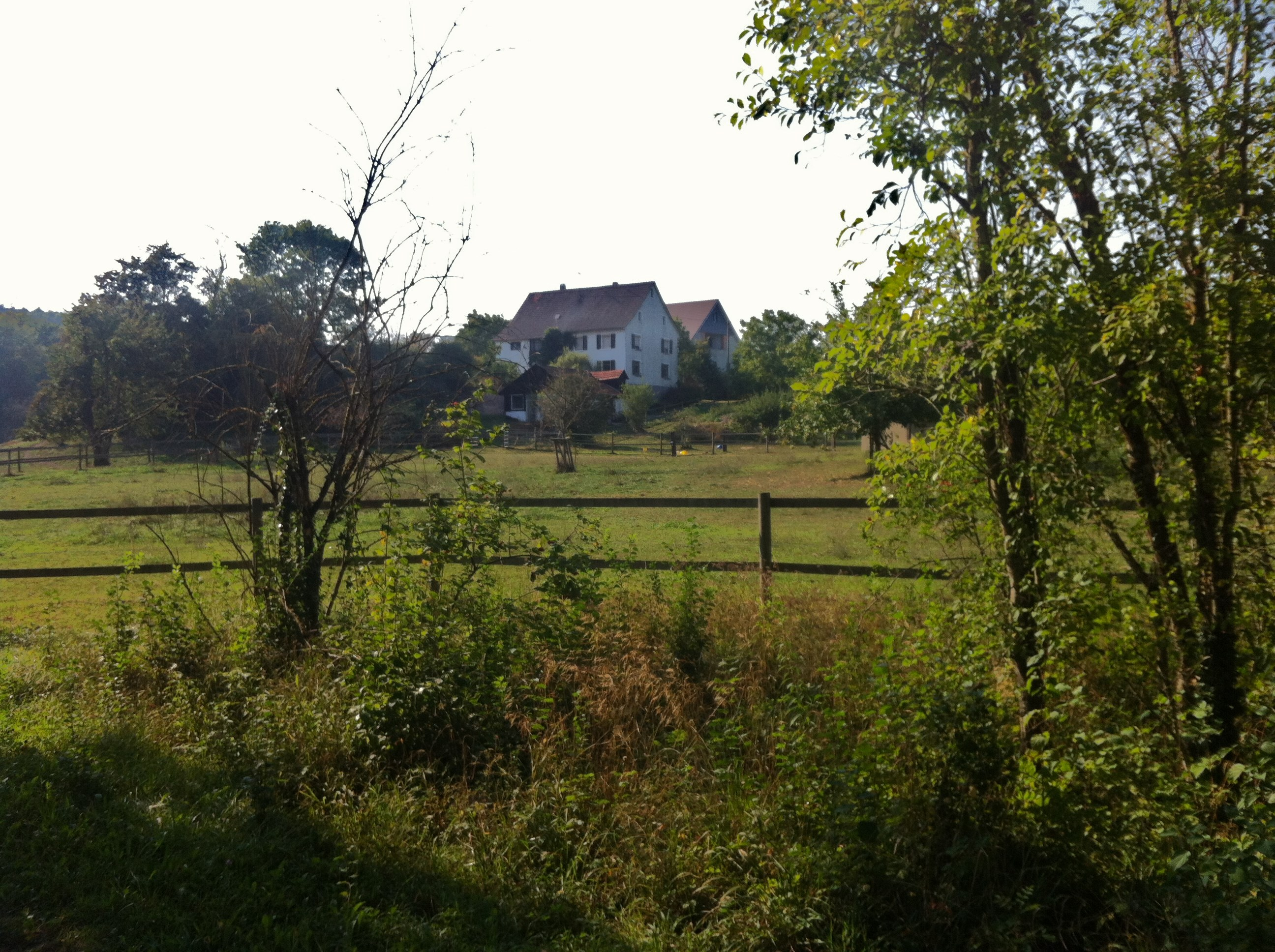
Der Ettikoner Hof auf einer Anhöhe in der Nähe des Rheinufers

Lage des Hofes in der Flussbiegung Mitte links. Weiter einwärts die Siedlung

Ettikon ist eine Siedlung, die dem Ortsteil Kadelburg der Gemeinde Küssaberg zugeordnet ist. Ettikon liegt am Hochrhein, der hier die Grenze zwischen Deutschland und der Schweiz bildet; im Landkreis Waldshut in Baden-Württemberg. Bis 1920 stand hier nur der Ettikoner Hof. Der Ortsteil hatte 2022 305 Einwohner.

## Lage und Bedeutung
In der Raumschaft der heutigen Gemeinde Küssaberg öffnet sich für wenige Kilometer eine Ebene zwischen dem Hochrhein und dem Höhenzug des Südranden, der um die Niederung am Flussufer herum verläuft. Am westlichen Ende der Niederung gab es in Urzeiten eine Furt über den Rhein, die bei Niedrigwasser passierbar war. Dieser Übergang war Teil eines keltischen Handelsweges entlang der Rhone durch das Schweizer Mittelland nach Norden. An dieser Passage – heute Ettikoner Lauffen genannt – lag vermutlich auch eine Herberge mit Wirtschaftshof für Reisende und Händler. In der Römerzeit wurde der Furt-Übergang durch die nahe gelegene Brücke zwischen Zurzach und Rheinheim abgelöst, später auch durch Fähren.
Die Ortschaft Ettikon liegt heute weiter vom Rheinufer entfernt und getrennt durch die Landesstraße 161 von der gegenüber liegenden Siedlung Homburg, Territorium der Gemarkung Tiengen und heute von Waldshut-Tiengen verwaltet. Nordöstlich von Ettikon liegt das Gewerbegebiet der Gemeinde Küssaberg.

### Dorfleben
Ursprünglich für Arbeiter und ihre Familien der Lonza-Werke bei Waldshut ab 1920 auf dem Gelände des Hofes erbaut, entstanden die typischen kleinen Häuser mit großem Vorgarten. Die Straßenzüge sind halbkreisförmig angelegt. Die Arbeiterfamilien lebten zusammen als ‚Feierabendgesellschaft‘. Zurzeit [2020/21] läuft eine erweiterte Bebauungsplanung.
Im Ortsteil begründete ein Kapellenverein den Bau einer kleinen Kirche (November 2003). Ein Grundstück stand zur Verfügung. Mit ‚Spenden, Ausdauer und tatkräftigem Einsatz‘ wurde im Februar 2011 der Bau begonnen und „zum 1. Oktober wurde eine ‚Friedenskapelle‘ im Rahmen eines ökumenischen Gottesdienstes eingeweiht.“ Die Ausstattung vom Altar bis zur Glocke war ein „Gemeinschaftsprojekt“ von ortsnahen Handwerkern und Künstlern; ein Fenster wurde von Konfirmanden inspiriert. Im Dezember 2019 wurden die Sitzbänke um die Kapelle erneuert.

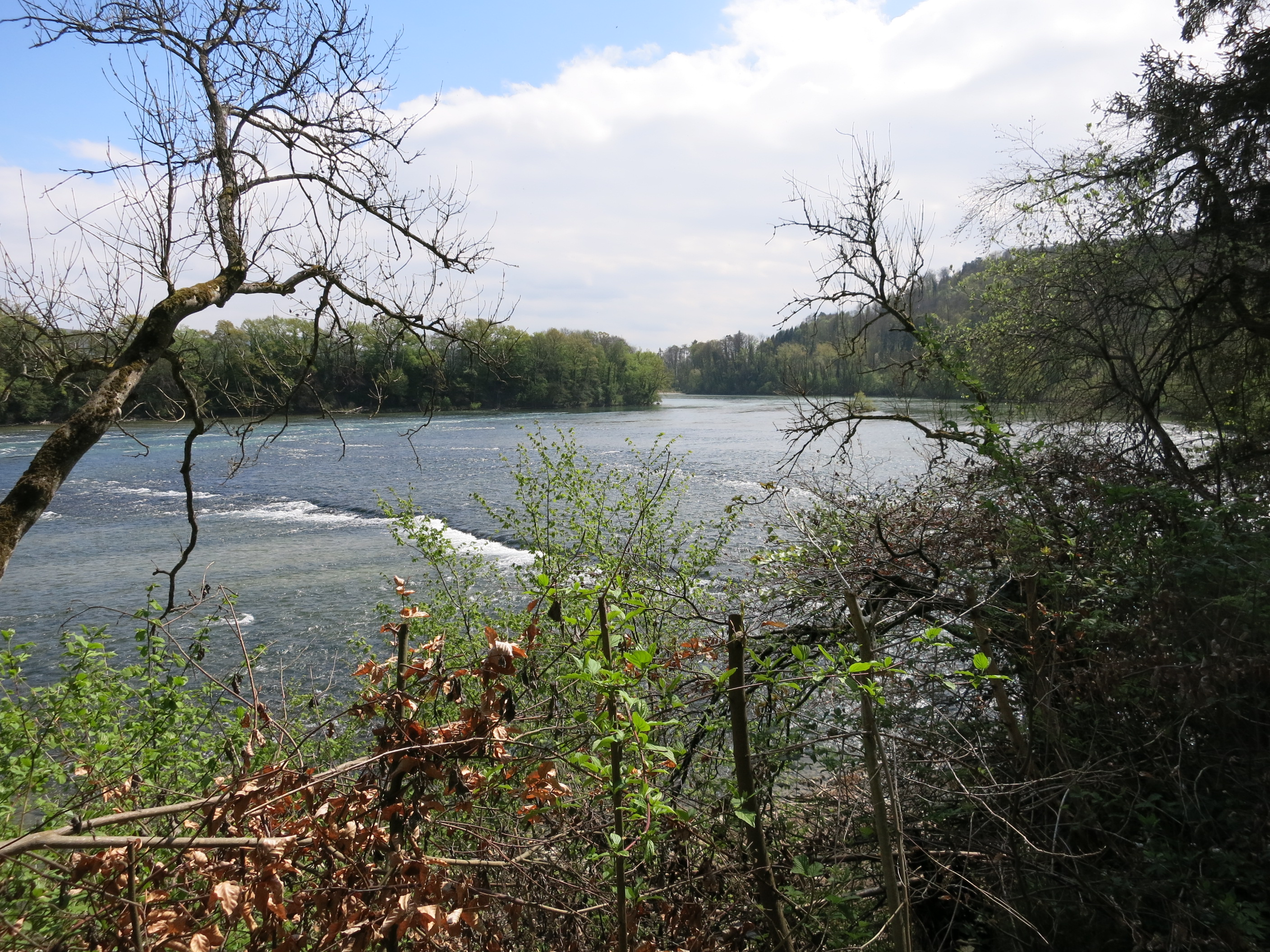
Blick vom Schweizer Ufer. Unmittelbar hinter der Baumreihe gegenüber liegt der Ettikoner Hof

## Geschichte
„Eine alte Überlieferung aus der Völkerwanderungszeit berichtet, daß die Stämme der Kimbern und Teutonen über die Riffe des Laufen eine rohe Brücke bauten und hier den Strom mit Vieh und Wagen […] überquerten.“ Die Germanen versuchten, in fruchtbare, südländische Regionen zu gelangen und beunruhigten über ein Jahrzehnt den noch republikanischen Römerstaat.
In der ‚Römerzeit‘, die nach den Alpenfeldzügen und der Einrichtung des Römerlagers Dangstetten 15 v. Chr. einsetzte, verlagerte sich der Verkehrsweg über die Brücke zwischen Zurzach und Rheinheim und wurde zur Heeresstraße über den Pass von Bechtersbohl ausgebaut. Schrittweise eroberten die Römer das heutige Süddeutschland und grenzten es durch den Obergermanischen Limes nach Norden ab.
Dreihundert Jahre später mussten die Römer mehreren Angriffswellen der Alamannen weichen und riegelten noch für einige Jahrzehnte das südliche Hochrheinufer mit einer Kette von Wachtürmen ab: Ein Turmfundament am heutigen Schweizer Hochufer gegenüber Ettikon besitzt eine Inschrift, die das Baujahr 371 und die Position „summa rapida“ benannte – nach Emil Müller-Ettikon übersetzt mit „obere Schnellen“, wobei er „summa = Das Ganze“ als ‚alle Schnellen‘ interpretiert, womit eben dann die letzte in der Reihe vor dem Rheinfall gemeint sei.
Vor dem Fluss als Abwehrlinie wurden bereits seit dem 4. Jahrhundert alamannische Siedlungen (mit Ortsnamenendungen auf -ingen) gegründet und „im 5. und 6. Jahrhundert“ – nach dem Abzug der letzten römischen Truppen von der Hochrheinlinie 401 bis 407 n. Chr. – von nun weiteren alamannischen Gruppen auch allein stehende Höfe errichtet.

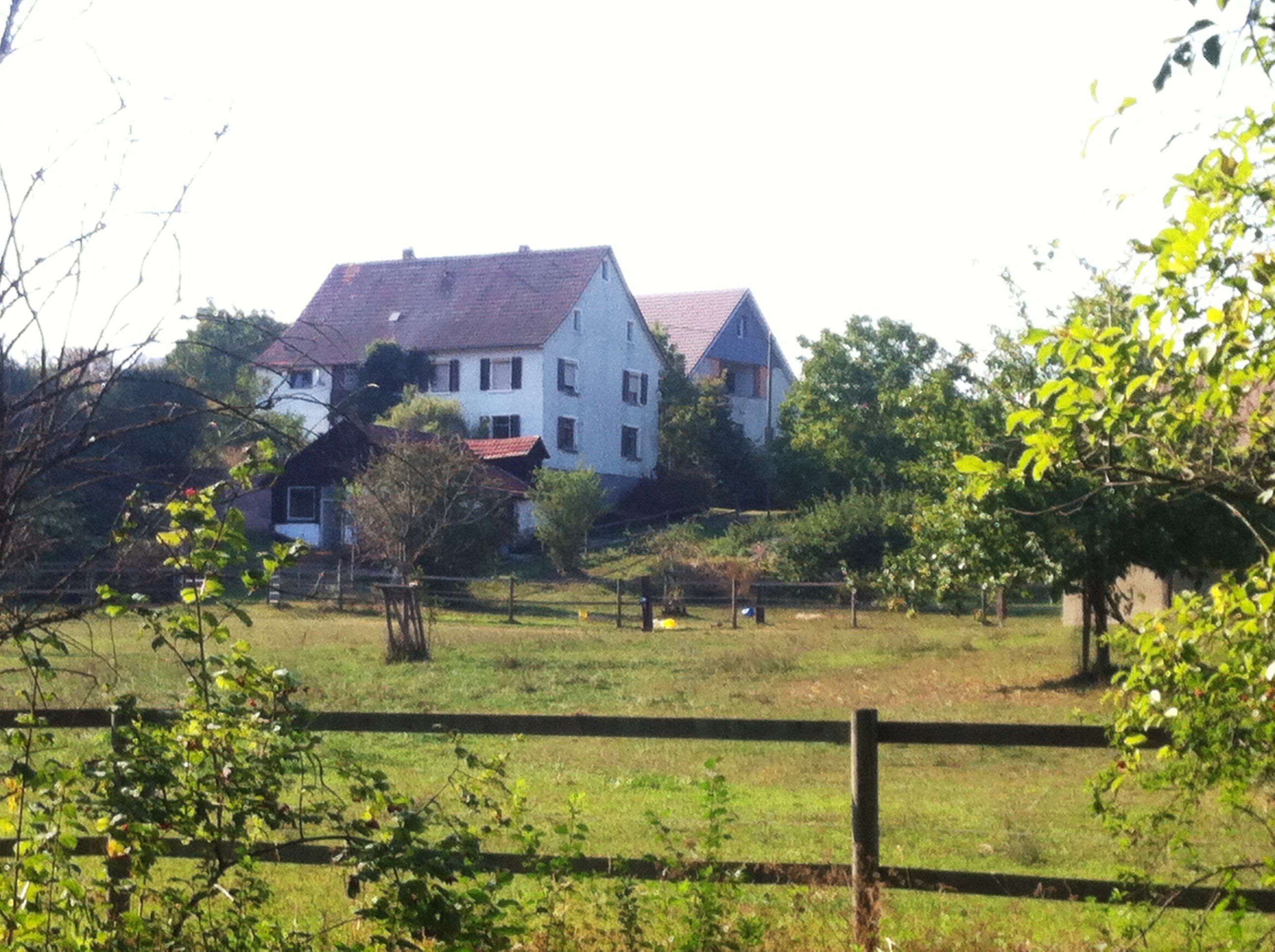
Der Ettikoner Hof wird sich seit 1.500 Jahren auf dieser Anhöhe befunden haben

### Gründung des Hofes
Diese Höfe wurden „oft nach dem Vornamen des Aussiedlers mit der Endung -inghova benannt und diese Endung verkürzte sich zu -ikon […] Ettikon war der einzige rechtsrheinische Ort, der die Endung -ikon bis auf den heutigen Tag trägt.“ Die Vermutung ist, dass ‚Ettikon‘ der „Hof des Etto“ war. Auf der heute Schweizer Seite finden sich Orte mit dieser Endung häufig, da nach Aufgabe der Flusslinie durch die Römer deren ‚Hinterland‘ noch eine geringe Siedlungsdichte besaß und dann erst von Aussiedlern aus bestehenden Dörfern belegt werden konnte.

### Mittelalter
Der Hof könnte eine stabile, eigenständige Herrschaftseinheit gewesen sein, da er in den zahlreichen Nennungen von Eigentumsübertragungen Ende des 9. Jahrhunderts nicht erscheint. Die Eigentümer hielten ihr Territorium zusammen. Erst im 13. Jahrhundert sind Einzelheiten zum Geschehen um den Hof überliefert.
„Vermutlich kam der Hof in den Besitz der Freiherren von Tegerfelden und durch sie als Mitgift in die Hände der Freiherren von Klingnau. Diese gründeten unter großen Schwierigkeiten die Stadt Klingnau, etwa zur selben Zeit, als in der Nachbarschaft das Städtlein Kaiserstuhl von den Regensbergern und Waldshut von den Habsburgern gegründet wurde. Ettikon hatte alljährlich die Abgaben nach Klingnau zu liefern.“
„Walther von Klingen verkaufte Klingnau an den Bischof von Konstanz und zog außer Landes. Was der Bischof nicht kaufte, gab der Minnesänger tausch- oder kaufweise dem Kloster St. Blasien, darunter auch den Ettikoner Hof. Dies hatte schon reichen Besitz an Surb und Aare, und ließ diesen durch seine Probstei in Klingnau verwalten.“
„Ettikon war somit ein Erblehen des Klosters St. Blasien. Daran wurde vom Jahre 1271 bis zur Säkularisation des Klosters im Jahre 1806 nichts geändert. […] Zu diesem Zins kam noch der Zehnten, der dem Chorherrenstift in Zurzach geliefert werden mußte, und ein Zins, welcher der Pfarrei Tiengen gegeben werden mußte. Das Kloster hatte mit Gütern der Freiherren von Krenkingen die Verpflichtung zu dieser Stiftung übernommen, und Ettikon hatte zu dieser Last beizutragen.“ (EME, 137.).
„Am 27. Mai 1483 erging ein Urteil des Dinghofgerichtes Tiengen über das Weidgangsrecht der Stadt. Der ausgedehnte Weidebezirk [… reichte] ‚durch die Wutach und hinter dem Bürgerholz dem Boden nieder bis gen Ettikon dem Hof auf den Rhein zu‘ [und] deckte sich im großen und ganzen wohl mit der Urgemarkung Tiengen.“ Hier war bereits die Zugehörigkeit des Homberg und seines Vorgeländes zu Tiengen gegenüber Ettikon beschrieben.
Aus den vorliegenden Urkunden der Folgezeit liest Müller-Ettikon einen häufigen Wechsel der Besitzer oder Pächter des Hofes: „Die Bauern zu Ettikon standen in der Kadelburger Dorfgemeinschaft, und sie standen doch wiederum draußen, da der Hof so abseits lag. […] Und da auf dem Hofe ein steter Wechsel stattfand, wurden die Ettiker doch nie so recht als Einheimische anerkannt. […] Wegen der Weide kam es des öfteren zu Zank“, da das Gelände um den Hof riesig war, aber doch nicht überall eindeutig abgegrenzt. Erst ein aufs Jahre 1661 datierter Lehensbrief definierte die Ländereien in sich und im Umfang genauer. (EME, 138 ff.).

## 19. und 20. Jahrhundert
Dies schien jedoch auch der Erbteilung die Tür geöffnet zu haben und damit auch Verkäufen „und schon hatten die Kadelburger angefangen, Stücke herauszureißen […] Zwar sah die Klosterherrschaft Ettikon stets als ein Ganzes an und verlangte den Lehenszins bis zum Ende ihrer Herrschaft aus einer Hand.“ Das Kloster kaufte Äcker wieder zurück. Aber „28 Kadelburger Bauern hatten Stücke daraus herausgerissen.“

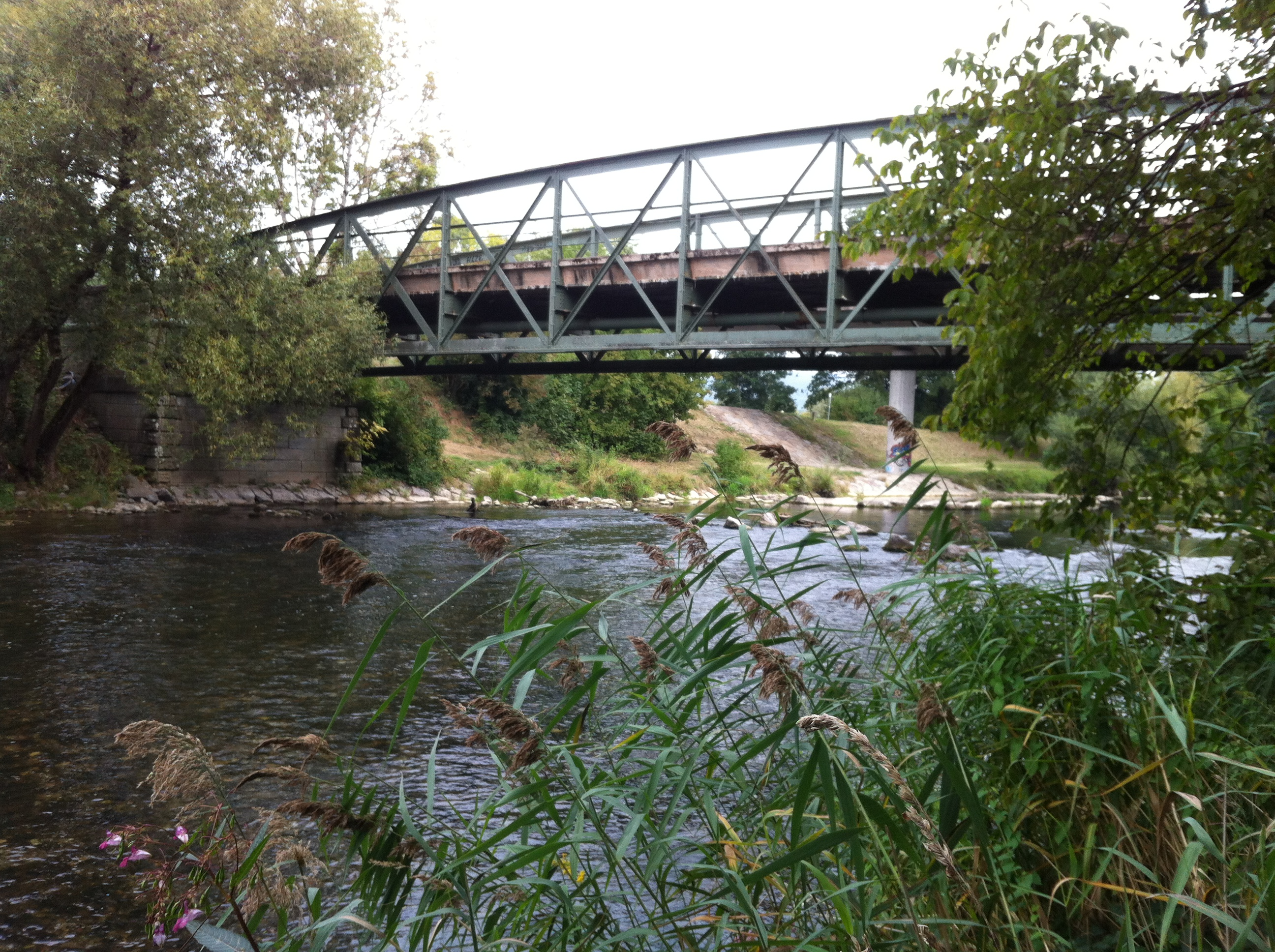
Der Zugang von Waldshut und Tiengen führte bis im 20. Jahrhundert über die Wutach mit der Bannschacher Brücke

Die Säkularisation ab 1806 und die beginnende Industrialisierung machten dem ein Ende, doch schließlich besaß den einen Teil des Hofes der Zigarrenkaiser von Waldshut, der auf den Bau des Kraftwerkes im Laufen spekulierte. Der andere Teil gehörte Andreas Schleith. Im Ersten Weltkrieg wurde Ettikon für viel Geld durch die Lonza-Werke erworben. Schleith blieb noch bis zum Jahre 1920 als Pächter auf dem Hof und musste erleben, dass das Geld von der Inflation aufgefressen wurde. (EME, 141 f.).

### Lonza-Werke
Die Lonza-Werke waren ein Schweizer Unternehmen, das ursprünglich ein Werk zur Gewinnung von Calciumcarbid und Kalkstickstoff errichtet hatte. „Damit die Produkte in Deutschland nicht durch den Zoll belastet würden, entschloß man sich im Jahre 1913, unterhalb der Wutachmündung auf Waldshuter Gemarkung ein Zweigwerk zu erstellen.“ Ettikon wurde „in erster Linie gekauft, um billigen Baugrund für eine Arbeitersiedlung hinter dem Wald in geschützter Lage zu erhalten, in zweiter Linie wegen des geplanten Laufen-Kraftwerkes.“
Der Bau-Vertrag wurde am 4. August 1920 mit der Gemeinde Kadelburg geschlossen, und sofort danach wurde die Siedlung errichtet.

### Laufen-Kraftwerk
Mit dem Bau des Kraftwerks wurde 1964 begonnen. Maschinenhaus und Stauwehr sollten auf dem Felsengrund des mittleren Teils der Stromschnellen errichtet werden. „Dort sollten drei Turbinengruppen aufgestellt werden, die ein Schluckvermögen von je 180 m³/Sekunde und eine Leistung von je 17.000 kW aufwiesen.“ Im Mittel sollte eine Energiemenge von jährlich 310 Millionen Kilowattstunden erzeugt werden. Für einen Dammbau wurden bereits Häuser im Kadelburger Unterdorf aufgekauft (EME, 143).

„Am Mittwoch, den 14. April 1965, genau um 16.03 Uhr, wurde von den Mineuren das letzte 1,40 m starke Gesteinswerk, das den Stollen noch verschloß, gesprengt. […] Schon waren 15 Millionen in das Werk verbaut worden. Die Heimatschützer trauerten um den Verlust der letzten unberührten Stromschnelle am Hochrhein. Die Gemeinde hoffte auf ein reiches Steuereinkommen. Da wurde der Bau eingestellt. Die Leute mit dem Geld hatten errechnet, daß ihnen der Strom billiger kam, wenn sie statt der Wasserkraftwerke ihre Atommeiler bauten.“

## Naturschutzgebiet

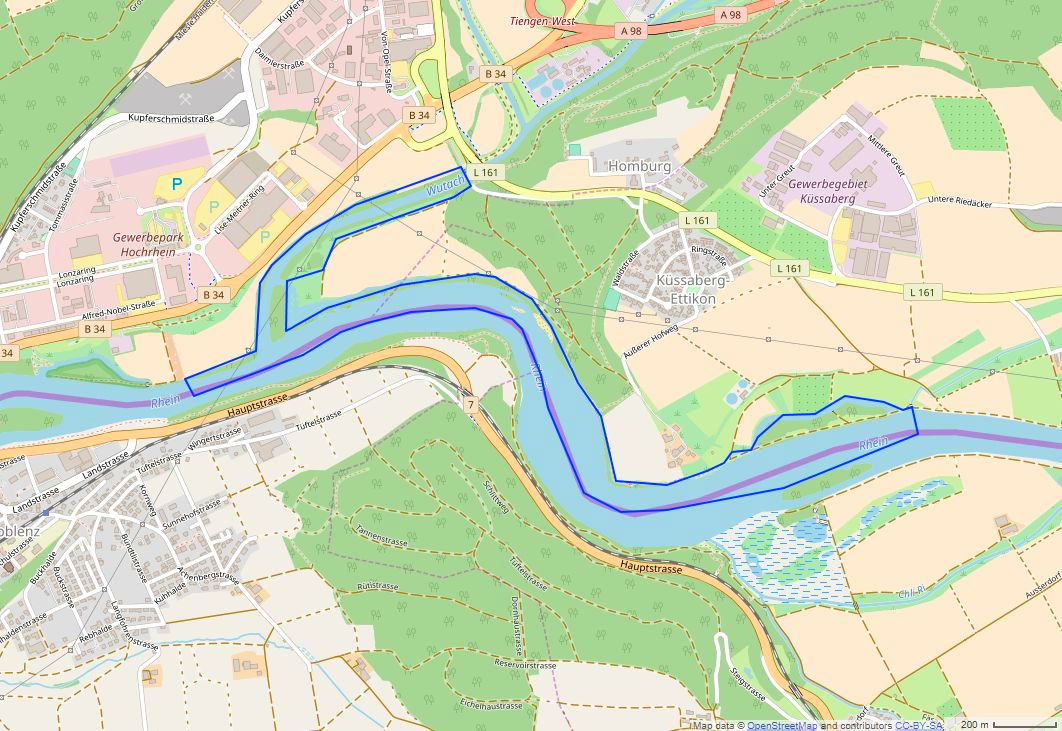
Ettikon und Umfeld, blau eingetragen das Naturschutzgebiet Laufen-Wutachmündung

Das Gebiet gilt als „Naturraum von besonderer Eigenart und Schönheit, geologisch und landschaftlich bedeutsame Erscheinung – beinhaltet vielfältige Lebensgemeinschaften mit teilweise stark gefährdeten Arten; Brut-, Duchzugs- und Überwinterungshabitat verschiedener, z.T. gefährdeter Vogelarten.“

## Persönlichkeiten
- Emil Müller-Ettikon, Historiker